# Goldloch
Das Goldloch (oder Geldloch) im Gaisspitzberg bei Lichtenstein in Baden-Württemberg ist eine unerschlossene Naturhöhle der Schwäbischen Alb.

## Geologie
Das Goldloch ist eine ursprünglich durch Kluftverwerfung in den gebankten Kalken der Unteren Felsenkalk-Formation entstandene Höhle der Schwäbischen Alb, unmittelbar am Albtrauf gelegen. Ihre Länge wird mit 45 Metern, die größte lichte Höhe mit 6 Metern angegeben. Der Höhleneingang liegt auf etwa 788 m ü. NN. Gold findet sich im Gestein in und um das Goldloch nicht, auch wenn der Name darauf hinzudeuten scheint (siehe Historie und Legende).
Das Goldloch beherbergt einige Tropfsteine. Es endet in einer tiefer gelegenen runden Kammer mit einem kleinen ausgekolkten Deckendom, dessen Durchmesser etwa 30 cm beträgt. Der Boden besteht aus Deckenversturzmaterial und Lehm.
Das Landesamt für Geologie, Rohstoffe und Bergbau in Freiburg (LGRB) stuft das Goldloch als schutzwürdiges Geotop ein.

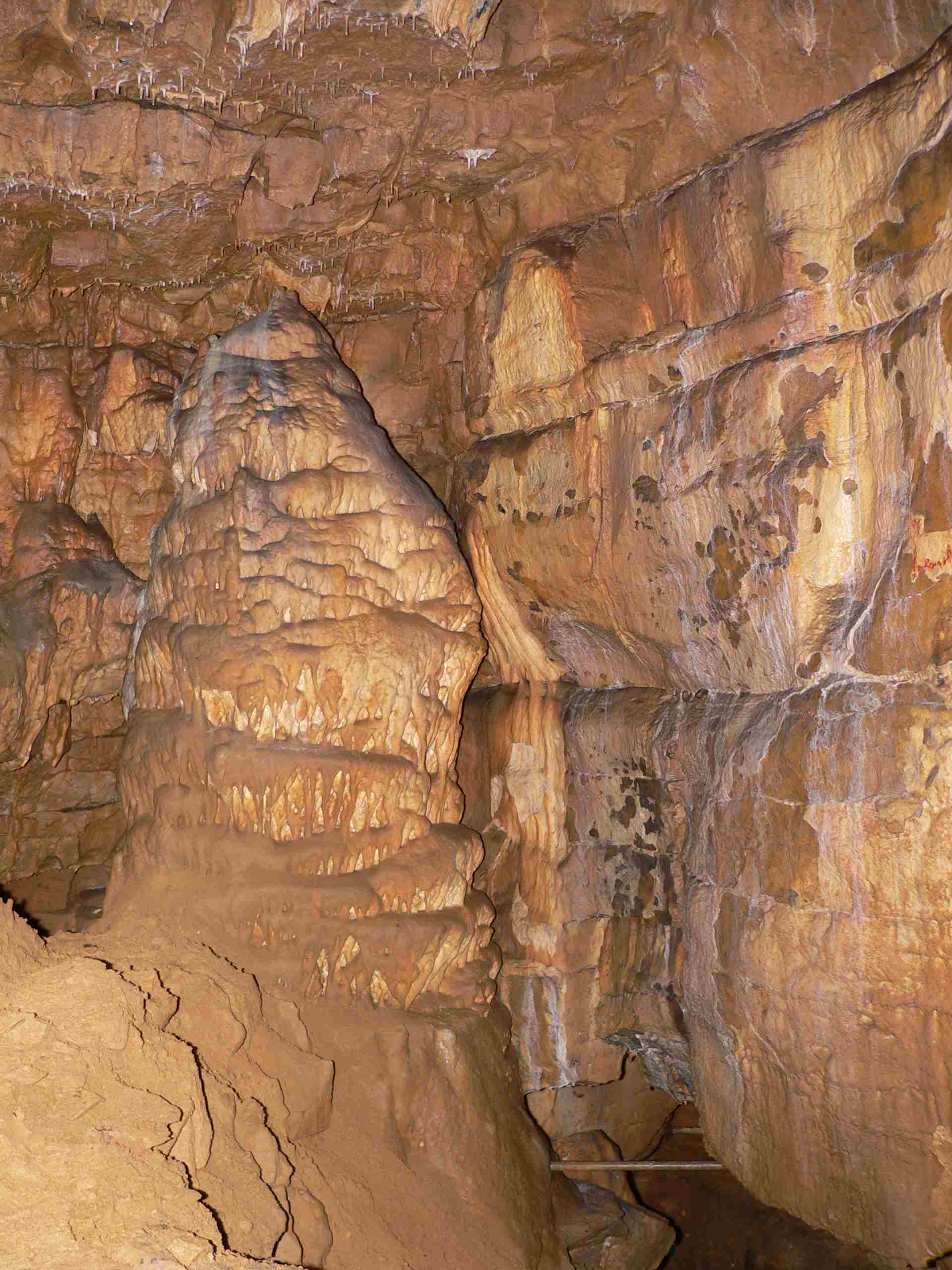
Der Wächter, Tropfstein im Goldloch
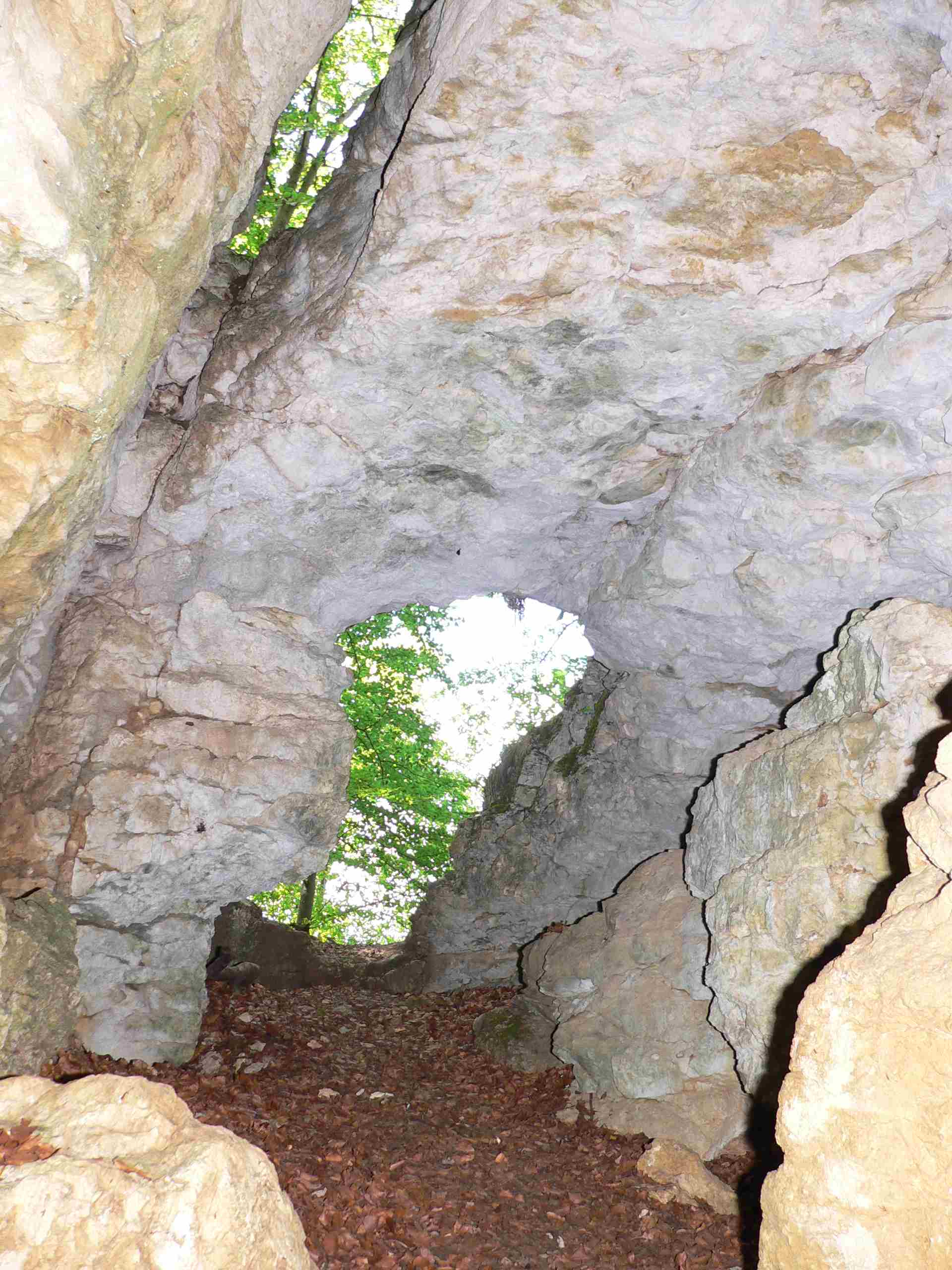
Ausgang des Goldloches mit Fenster

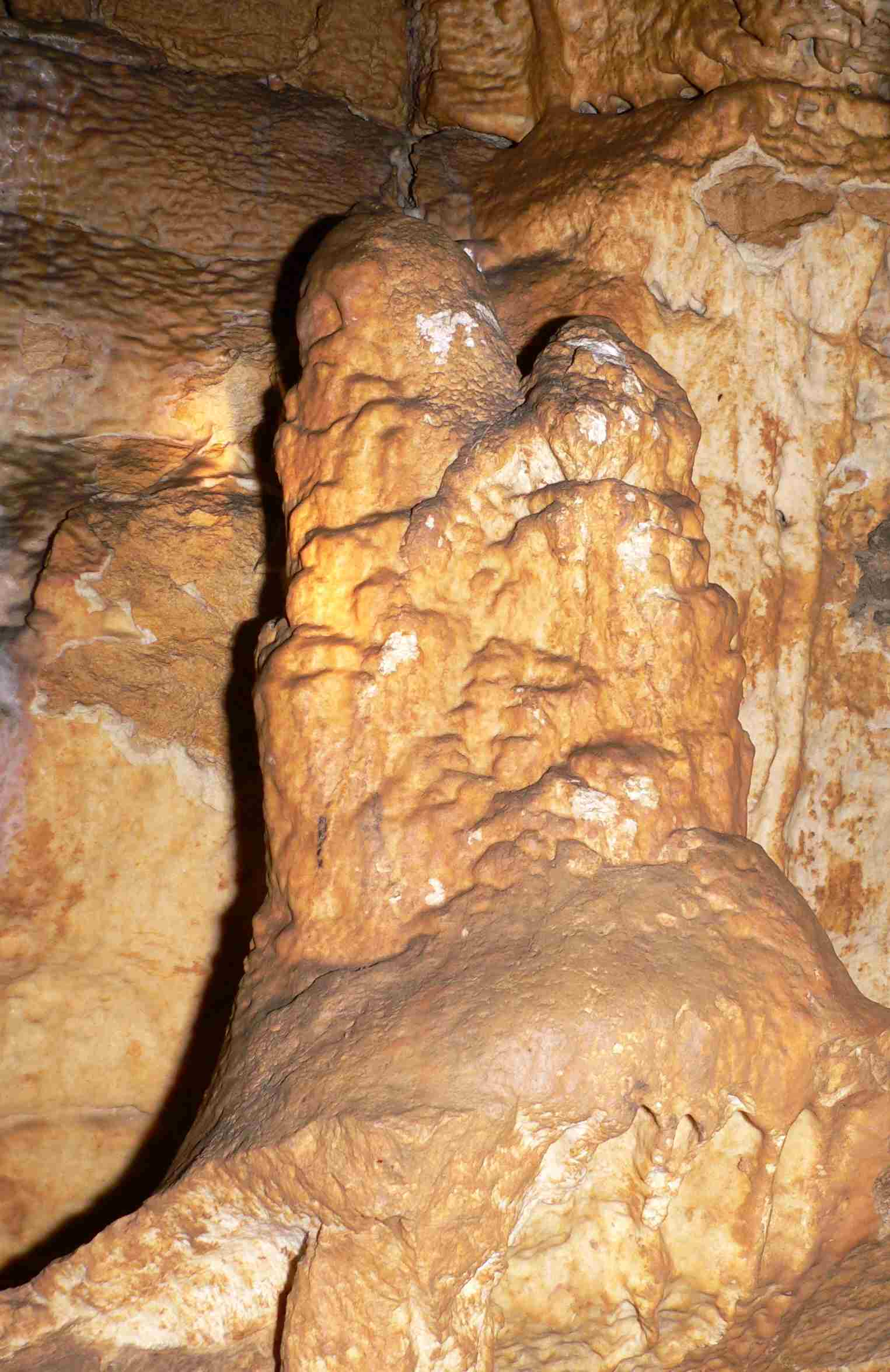
Tropfstein Maria mit Kind; berühmter Tropfstein des Goldloches

Das Goldloch liegt nahe dem Schloss Lichtenstein in der Nähe des Weges zur Nebelhöhle, der zweitbeliebtesten Schauhöhle der Schwäbischen Alb nach der Karls- und Bärenhöhle.

## Wegbeschreibung
Von Stuttgart Richtung Pfullingen, dann Lichtenstein, Ortsteil Unterhausen. In Unterhausen führt eine kleine gewundene Straße Richtung Nebelhöhle den Berg hinauf. Nach etwa 5 Kilometern erreicht man die Kalkofenhütte. Etwa 50 Meter vor der Kalkofenhütte führt ein Weg zum Gießstein. Von der Straße biegt der Pfad nach etwa 200 Metern links ab. Ein steiler, unbefestigter Trampelpfad führt 30–40 Meter den Hang hinab direkt vor den Eingang des Goldloches, das vom Weg aus nicht zu entdecken und nicht ausgeschildert ist. Das Goldloch sollte wegen der dort lebenden Fledermäuse von Oktober bis März nicht begangen werden.

## Geschichte und Legende
Für den Namen der Höhle gibt es zwei mutmaßliche Ursprünge. Entweder geht er auf einen nicht näher beschriebenen größeren Goldmünzenfund im Jahr 1778 zurück, oder aber auf die goldgelbe Farbe der Maria (oder Madonna) mit Kind im hinteren Ende der Höhle. Der goldfarbene Überzug, der von Eisenocker herrührt, muss im Altertum im Lichte der Fackelbeleuchtung noch intensiver geleuchtet haben. Der Legende nach soll es dem eigenen Reichtum förderlich sein, den Fuß der Madonna zu küssen.